# Національна бібліотека Греції
Національна бібліотека Греції (грец. Εθνική Βιβλιοθήκη της Ελλάδος, англ. National Library of Greece) — національна бібліотека, центральне сховище друку, центр національної бібліографії (елліністики), центр ISBN, ISSN та ISMN Грецької Республіки.
Головна будівля бібліотеки, поруч з Афінським університетом імені Каподістрії та Національною академією, є складовою неокласичної Афінської трилогії, створеної за проєктом архітектора Теофіла ван Гансена. Перед будівлею встановлений пам'ятник Панайотіса Валліаноса, власника будівлі, роботи грецького скульптора Георгіоса Бонаноса.

## Історія

Національна бібліотека Греції, нова будівля

Оригінальна ідея створення Національної бібліотеки належала відомому філелліністу Якобу Меєру. Вона була опублікована в серпні 1824 р. у статті Меєра для газети «Грецька хроніка» міста Месолонгіон. Ця ідея була підхоплена новим грецьким урядом, очолюваним Іоанном Каподістрією, який згуртував навколо неї такі інтелектуальні інститути, як освітні заклади, національні музеї та видавничі будинки. Безпосереднім керівником став Андреас Мустоксідіс, який таким чином став директором Національного археологічного музею та Національної школи.
Наприкінці 1830 року бібліотека, яку Мустоксідіс назвав Національною бібліотекою, вже мала 1 018 томів друкованих книжок, зібраних або греками, або філелліністами. 1834 року бібліотеку перенесено до нової столиці — Афін. Тут її тимчасово розмістили спочатку у муніципальній бані римського ринку, а потім у церкві Святого Елефтеріоса, поруч із храмом.
Зібрання дуже швидко росло. За підтримки Димитріса Постолакаса із приватних бібліотек було викуплено 1 995 томів. Також бібліотека прийняла в дар бібліотеки Христофороса та Константіноса Сакелларіосів — 5 400 томів та Маркоса Ренієріса — 3 401 том.
1842 року публічна бібліотека об'єдналась із бібліотекою Афінського університету — близько 15 000 томів і навіть була розміщена у будівлі нового університету, побудованого за ініціативою короля Оттона. Новим директором розширеної інституції призначено Георгоса Козакіса—Тіпалдоса, який залишався на цій посаді до 1863 р. Королівською хартією від 1866 р. обидві бібліотеки були офіційно об'єднані в одну під назвою Національна бібліотека Греції.

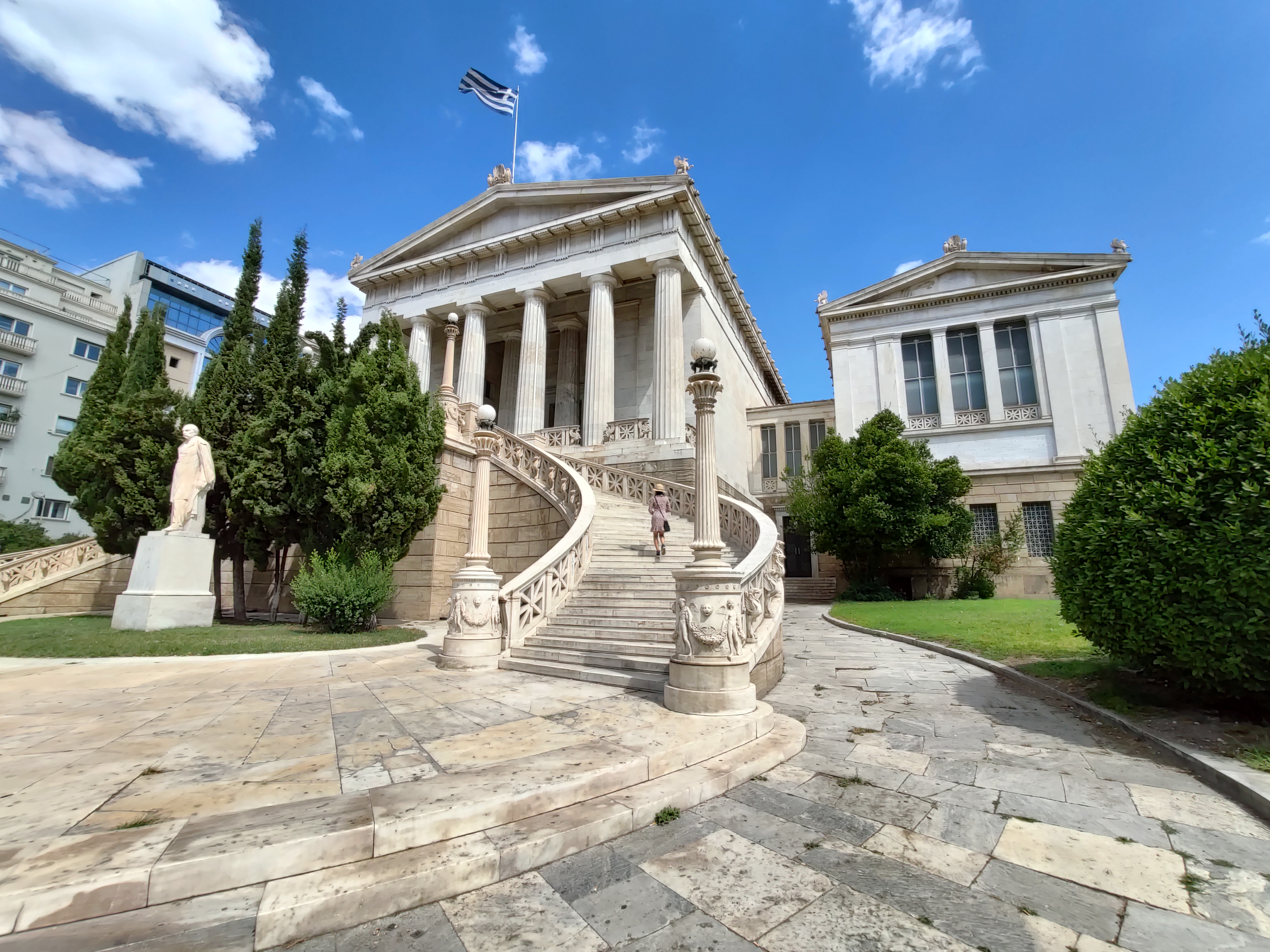
Національна бібліотека Греції, стара будівля

16 березня 1888 р. розпочато зведення нової будівлі з мармуру у неокласичному стилі за фінансової підтримки представників грецької діаспори братів Панаїса, Маріноса та Андреаса Валліаносів, вихідців із Кефалонії. Бібліотека залишалась у будівлі університету до 1903 р., оскільки той вже переїхав у новий корпус, споруджений за проєктом Теофіла ван Гансена та під керівництвом архітектора Ернста Ціллера.
До 2018 р. бібліотека лишалася в будівлі братів Валліаносів.
4 січня 2018 р. бібліотека за адресою вулиця Панепістиміу, 32 закрилася для публічного доступу через переїзд у нову будівлю, розташовану в Культурному центрі фонду Ставроса Ніархоса за адресою просп. Андреаса Синґроса, 364.
У грудні 2018 р. доступність усіх фондів бібліотеки в новій будівлі була обмеженою, датою початку повноцінного функціонування бібліотеки визначений січень 2019 р.